# Leonti Pawlowitsch Schewzow

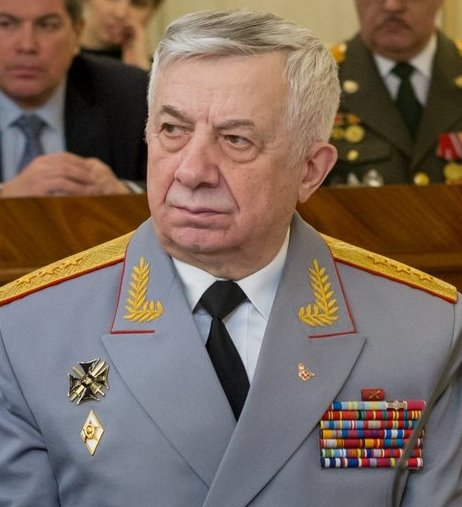
Leonti Schewzow, 2019

Leonti Pawlowitsch Schewzow (russisch Леонтий Павлович Шевцов, wiss. Transliteration Leontij Pavlovič Ševcov; * 14. März 1946 bei Petropawlowsk, Kasachische SSR) ist ein General in der Sowjetunion und Russland.

## Leben
Leonti Schewzow begann 1964 seine Militärkarriere mit der Ausbildung an der Offiziersschule in Taschkent. 1968 wurde er Zugführer in einem Panzerregiment, dann Chef einer Aufklärungskompanie, schließlich Chef des Stabes eines motorisierten Schützenbataillons im Transbaikalischen Militärbezirk (Sibirien). 1974 bis 1977 absolvierte er die Frunse-Militärakademie in Moskau. Danach wurde er Kommandeur eines motorisierten Schützenbataillons, dann einer Division im Militärbezirk Fernost.
1987 wurde er zum Generalmajor befördert. 1988 bis 1990 absolvierte er ein weiteres Studium an der Woroschilow-Akademie des Generalstabes der Streitkräfte der UdSSR in Moskau. 1992/93 wurde er Befehlshaber der 1. Gardepanzerarmee der Westgruppe (WGT) mit dem Abzug der sowjetischen Truppen aus Deutschland und ihrer Verlegung nach Smolensk beauftragt. Es folgte die Beförderung zum Generalleutnant.
Als stellvertretender Leiter der Operativabteilung im russischen Generalstab war er im Dezember 1994 für den Feldzug in Tschetschenien zuständig. Im Februar 1995 wurde er zum Generaloberst befördert.
In einem Artikel in der Armeezeitung Krasnaja Swesda (Roter Stern) vom 10. März 1995 warnte er vor einem vorzeitigen Abbruch der Kampfhandlungen in Tschetschenien.
Im Oktober 1995 übernahm Schewzow den russischen Verbindungsstab (Delegation) beim NATO-Hauptquartier Europa (SHAPE) in Mons (Belgien) und beteiligte sich an den Planungen zur Koordinierung des Bosnien-Einsatzes der NATO.
Er führte Verhandlungen mit der NATO über die Einbeziehung eines russischen Kontingents in die Friedensstreitmacht für Bosnien IFOR ohne Unterstellung unter ein NATO-Kommando. Der Bosnien-Einsatz wurde zu Beginn vom NATO-Oberbefehlshaber Europa General George Joulwan (USA) geleitet. Auch die 1500 bis 2000 Mann umfassenden russischen Fallschirmjägertruppe standen unter seinem Kommando, aber nicht in seiner Eigenschaft als NATO-Oberbefehlshaber, sondern als US-General. Ihm wurde Generaloberst Leontij Schwezow als Stellvertreter zugeordnet; dessen besondere Zuständigkeit lag beim russischen Einsatz in Bosnien, da nur ein russischer General russischen Truppen Befehle erteilen konnte.
Das russische IFOR-Kontingent operierte als Teil eines russisch-amerikanischen Verbandes im amerikanischen Sektor im Norden Bosniens, im östlichen Teil des Posavina-Korridors bei Brčko, zusammen mit der 1. US-Panzerdivision.
Am 12. August 1997 wurde General Schewzow unter Umgehung von Innenminister Anatoli Sergejewitsch Kulikow zum Oberbefehlshaber der Inneren Truppen in Russland und zum stellvertretenden Innenminister ernannt.
Im April 1999 wurde er durch ein Dekret des damaligen Präsidenten Boris Jelzin seiner Ämter enthoben und zum Inspektor und Koordinator des Oberkommandos der Truppen des Innenministeriums der Russischen Föderation ernannt.